# Eman El Amir
Eman El Amir, née le 5 avril 1981 au Caire, est une joueuse professionnelle] de squash représentant l'Égypte. Elle atteint en septembre 2002 la trentième place mondiale sur le circuit international, son meilleur classement.

## Carrière
Elle est championne du monde junior par équipes en 1999 avec Omneya Abdel Kawy et Engy Kheirallah.

## Palmarès

### Finales
- Championnats d'Égypte : 2002